# Myrsine benthamiana
Myrsine benthamiana là một loài thực vật có hoa trong họ Anh thảo. Loài này được (Mez) Ewart mô tả khoa học đầu tiên năm 1906.